# Szanghajska triada
Szanghajska triada (chiń. upr. 摇啊摇，摇到外婆桥; chiń. trad. 搖啊搖，搖到外婆橋; pinyin Yáo a yáo, yáo dào wàipó qiáo) – chińsko-francuski kryminał z 1995 roku.

## Główne role
- Gong Li jako Xiao Jingbao
- Li Baotian jako Tang, szef triady
- Wang Xiaoxiao jako Shuisheng
- Li Xuejian jako Liu, szósty wuj
- Sun Chun jako Song
- Liu Jiang jako Fat Yu

i inni

## Opis fabuły
Szanghaj, lata 30. 14-letni Shuisheng z prowincji przybywa do Szanghaju na zaproszenie wuja. Dzięki jego wstawiennictwu zostaje służącym Bijou, śpiewaczki z nocnego klubu, kochanki Tanga – szefa triady. Niebawem odkrywa, że Bijou zdradza go z innym gangsterem Songiem. Song zabija w ulicznej strzelaninie jednego z ludzi Fat Yu – szefa konkurencyjnego gangu. W odwecie zostaje zamordowanych wielu ludzi Tanga.